# Рыжих, Лиза
Лиза Рыжих (нем. Lisa Ryzih, род. 27 сентября 1988 года, Омск, РСФСР, СССР) — немецкая прыгунья с шестом российского происхождения, двукратный призёр чемпионатов Европы (2010, 2016). Четырёхкратная чемпионка Германии на стадионе (2014, 2015, 2017, 2019). Шестикратная чемпионка Германии в помещении (2011, 2015, 2017, 2019—2021).

## Биография и карьера
Елизавета Владимировна Рыжих родилась 27 сентября 1988 года в Омске. В 1992 году вместе с семьёй переехала в Германию. У Лизы есть старшая сестра Анастасия (род. 1977), которая также является прыгуньей с шестом.
В составе сборной Германии по лёгкой атлетике участвовала в Олимпийских играх 2012 и 2016, чемпионатах мира 2013 и 2015, чемпионатах Европы 2010, 2012, 2014 и 2016.

## Достижения
| Год  | Соревнования                    | Место проведения          | Результат | Высота |
| ---- | ------------------------------- | ------------------------- | --------- | ------ |
| 2003 | Чемпионат мира среди юношей     | Шербрук, Канада           | 1         | 4,05 м |
| 2004 | Чемпионат мира среди юниоров    | Гроссето, Италия          | 1         | 4,30 м |
| 2006 | Чемпионат мира среди юниоров    | Пекин, Китай              | 11        | NM     |
| 2007 | Чемпионат Европы среди юниоров  | Хенгело, Нидерланды       | 4         | 4,20 м |
| 2009 | Чемпионат Европы среди молодёжи | Каунас, Литва             | 1         | 4,50 м |
| 2010 | Чемпионат Европы                | Барселона, Испания        | 3         | 4,65 м |
| 2011 | Чемпионат Европы в помещении    | Париж, Франция            | 7         | 4,50 м |
| 2012 | Чемпионат Европы                | Хельсинки, Финляндия      | 7         | 4,40 м |
| 2012 | Олимпийские игры                | Лондон, Великобритания    | 6         | 4,45 м |
| 2013 | Чемпионат мира                  | Москва, Россия            | 8         | 4,55 м |
| 2014 | Чемпионат Европы                | Цюрих, Швейцария          | 4         | 4,60 м |
| 2015 | Чемпионат Европы в помещении    | Прага, Чехия              | 8 (кв.)   | 4,55 м |
| 2015 | Чемпионат мира                  | Пекин, Китай              | 12        | 4,60 м |
| 2016 | Чемпионат Европы                | Амстердам, Нидерланды     | 2         | 4,70 м |
| 2016 | Олимпийские игры                | Рио-де-Жанейро, Бразилия  | 10        | 4,50 м |
| 2017 | Чемпионат Европы в помещении    | Белград, Сербия           | 2         | 4,75 м |
| 2017 | Чемпионат мира                  | Лондон, Великобритания    | 5         | 4,65 м |
| 2018 | Чемпионат мира в помещении      | Бирмингем, Великобритания | 12        | NM     |
| 2019 | Чемпионат мира                  | Доха, Катар               | 17        | 4,50 м |